# Marrocos nos Jogos Olímpicos de Verão da Juventude de 2010
Marrocos participou dos Jogos Olímpicos de Verão da Juventude de 2010 em Singapura. Sua delegação foi composta por oito atletas que competiram em três esportes. O país conquistou uma medalha de bronze.

## Medalhistas
| Medalha | Nome           | Esporte   | Evento           | Data         |
| ------- | -------------- | --------- | ---------------- | ------------ |
| Bronze  | Hicham Sigueni | Atletismo | 3000 m masculino | 22 de agosto |

## Atletismo
| Evento                         | Atleta            | Qualificação  | Qualificação | Final           | Final        |
| Evento                         | Atleta            | Resultado     | Posição      | Resultado       | Posição      |
| ------------------------------ | ----------------- | ------------- | ------------ | --------------- | ------------ |
| 1000 m masculino               | Abdelhadi Labäli  | 2:25.23       | 5º (2º q1)   | Desclassificado | -- (Final A) |
| 3000 m masculino               | Hicham Sigueni    | 8:12.95       | 3º           | 8:08.55         | [ 5 ]        |
| 1000 m feminino                | Manal El Behraoui | Não completou | -- (-- q1)   | 2:53.87         | 1º (Final B) |
| 2000 m com obstáculos feminino | Ouafa Tijani      | 7:17.77       | 12º          | 6:54.10         | 2º (Final B) |
| Arremesso de disco masculino   | Younis Kabil      | Sem marca     | --           | 48,85           | 6º (Final B) |

## Canoagem
| Evento                 | Atleta      | Tomada de tempo | Tomada de tempo | 1ª rodada                                | Repescagem                                 | Oitavas-de-final   | Quartas-de-final   | Semi-finais        | Final              | Final       |
| Evento                 | Atleta      | Resultado       | Pos.            | Oponente Resultado                       | Oponente Resultado                         | Oponente Resultado | Oponente Resultado | Oponente Resultado | Oponente Resultado | Pos. final  |
| ---------------------- | ----------- | --------------- | --------------- | ---------------------------------------- | ------------------------------------------ | ------------------ | ------------------ | ------------------ | ------------------ | ----------- |
| Velocidade K1 feminino | Kawtar Rimi | Não completou   | --              | Não avançou                              | Não avançou                                | Não avançou        | Não avançou        | Não avançou        | Não avançou        | Não avançou |
| Slalom K1 feminino     | Kawtar Rimi | 2:06.26         | 21º             | CZE Pavlina Zasterova D 2:09.79 (bat. 3) | ESP María Elena Monleón D 2:05.77 (rep. 2) | Não avançou        | Não avançou        | Não avançou        | Não avançou        | Não avançou |

## Natação
| Evento                 | Atleta          | Qualificação    | Qualificação | Semifinais   | Semifinais   | Final        | Final        |
| Evento                 | Atleta          | Resultado       | Posição      | Resultado    | Posição      | Resultado    | Posição      |
| ---------------------- | --------------- | --------------- | ------------ | ------------ | ------------ | ------------ | ------------ |
| 100 m costas masculino | Bilal Achalhi   | 1:01.70         | 27º (3º q1)  | Não avançou  | Não avançou  | Não avançou  | Não avançou  |
| 200 m costas masculino | Bilal Achalhi   | Desclassificado | -- (-- q3)   |              |              | Não avançou  | Não avançou  |
|                        | Zineb El Hazzaz | Não competiu    | Não competiu | Não competiu | Não competiu | Não competiu | Não competiu |